# District de Yeongwol
Le district de Yeongwol est un district de la province du Gangwon, en Corée du Sud.

## Géographie

### Localisation
Le district se situe au sud de la province du Gangwon, au nord de la Corée du Sud. Il est entouré au nord par les districts de Hoengseong, de Pyeonchang, et de Jongseon. À l'est on retrouve la ville de Wonju et à l'est celle de Taebaek. Le sud du pays se trouve à la limite de la province de Gyeonsang du Nord, avec les districts de Uljin et Bongwha.
Yeongwol-gun est à 138 km à vol d'oiseau de Séoul, la capitale du pays, ce qui représente près de deux heures par la route.

### Géologie et reliefs
Le district est très montagneux, car situé entre les monts Taebaek et les monts Sobaek. Le pic Duwibong est le point culminant de la région avec ses 1466m.
Yeongwol-gun est aussi traversé par le fleuve Donggang au nord et le Seogang à l'ouest, qui se réunissent pour former le Han, la plus grand fleuve du pays.

### Climat
| Mois                              | jan.  | fév. | mars  | avril | mai   | juin  | jui.  | août  | sep.  | oct.  | nov.  | déc.  | année   |
| --------------------------------- | ----- | ---- | ----- | ----- | ----- | ----- | ----- | ----- | ----- | ----- | ----- | ----- | ------- |
| Température minimale moyenne (°C) | −9,6  | −7,4 | −1,9  | 4     | 9,7   | 15,2  | 19,8  | 20,2  | 14,5  | 6,8   | −0,9  | −7,2  | 5,3     |
| Température moyenne (°C)          | −4    | −1,2 | 4,4   | 11,3  | 16,6  | 20,8  | 23,6  | 24    | 19,1  | 12,4  | 4,7   | 1,9   | 10,8    |
| Température maximale moyenne (°C) | 2,2   | 5,5  | 11,1  | 18,7  | 23,9  | 27,5  | 28,9  | 29,5  | 25,5  | 20    | 11,6  | 4,4   | 17,4    |
| Ensoleillement (h)                | 178,6 | 173  | 192,7 | 207,3 | 213,6 | 187,3 | 133,1 | 149,1 | 154,4 | 175,6 | 153,3 | 178,8 | 2 090,9 |
| Précipitations (mm)               | 21,3  | 25,3 | 50    | 70,5  | 87,4  | 143,9 | 292,3 | 291,7 | 150,3 | 40,1  | 32,2  | 19,3  | 1 224,1 |

## Histoire
La division est créée sous son nom actuel en 1167, sous l'ère Goryeo. En 1960, le plus grand Yeongwol-myeon, le plus grand myeon du district, devient un eup. Il se sera suivi en Sangdong en 1973, dotant le district de deux eup.
Le district est aussi connu pour avoir été l'endroit qu'a choisi Danjong, le sixième roi de la période Joseon, pour s'exiler après avoir été évincé du pouvoir par son oncle. C'est aussi là qu'il va mourir assassiné.

## Politique et administration

### Découpage administratif
Le district est divisé en 7 myeon et 2 eup: Yeongwol-eup et Sangdong-eup.

### Jumelages
Le district est jumelé avec :
- Higashikawa (Japon) ;
- Xian de Tailai (Chine) ;
- Oulan-Oudé (Russie).

## Démographie
La population du district de Yeongwol est de 39 408 habitants au 31 décembre 2019, ce qui représente une baisse par rapport aux années précédentes. La population du district est aussi vieillissante : 64.5% des habitants ont plus de 65 ans, et les moins de 20 ans ne représentent qu'environ 5% de la population totale.
| 1997   | 2002   | 2007   | 2012   | 2017   | 2019   |
| ------ | ------ | ------ | ------ | ------ | ------ |
| 50 529 | 45 339 | 40 595 | 40 439 | 40 327 | 39 408 |